# Ochrosia thiollierei
Ochrosia thiollierei är en oleanderväxtart som beskrevs av Montr.. Ochrosia thiollierei ingår i släktet Ochrosia och familjen oleanderväxter. Inga underarter finns listade i Catalogue of Life.